# Mashu Maru

Le Mashu Maru (japonais: 摩周丸) est un ancien traversier-rail de la Japanese National Railways mis en service en 1965 sur la liaison d'Aomori à Hakodate pendant plus de 20 ans et a été retiré en mars 1988. Le Mashu Maru est désormais un navire musée à Hakodate depuis juillet 1990 .

## Historique
La pose de la quille du Mashu Maru a été effectué le 2 décembre 1964 dans le chantier naval Mitsubishi Heavy Industries à Kobe et a été lancé le 15 juin 1965. Le navire a été livré aux Chemins de fer japonais pour une mise en service après essai le 30 juin 1965. 

### Préservation
Le Mashu Maru a participé, en 1988, à la commémoration de l'ouverture du Tunnel du Seikan. Puis il a été vendu pour devenir un navire musée à Hakodate en 1990 et servir de lieu d'exposition. Il se situe près de la gare de la Hokkaido Railway Company.

## Galerie

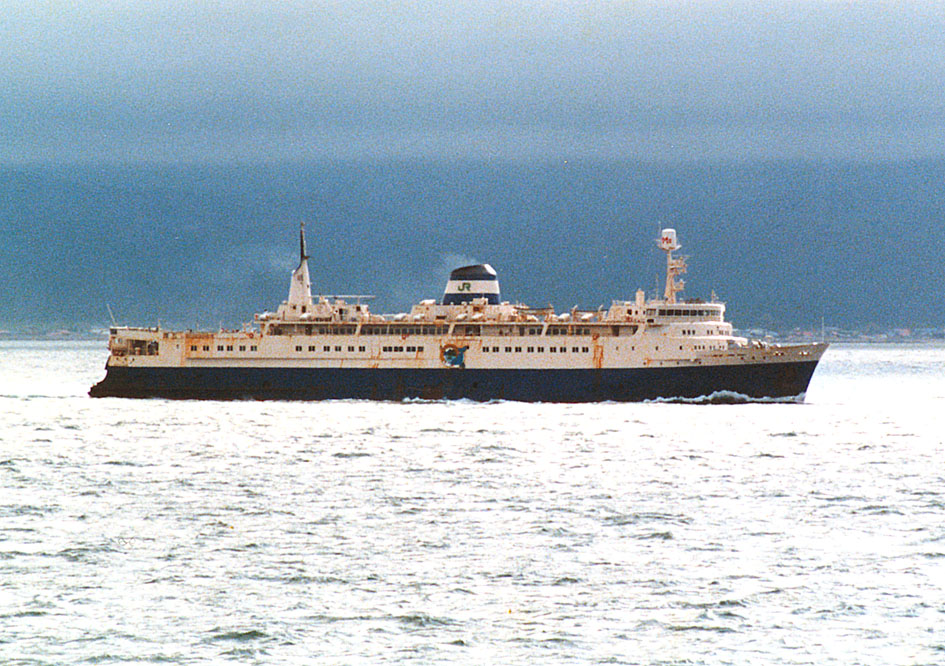
Mashu Maru
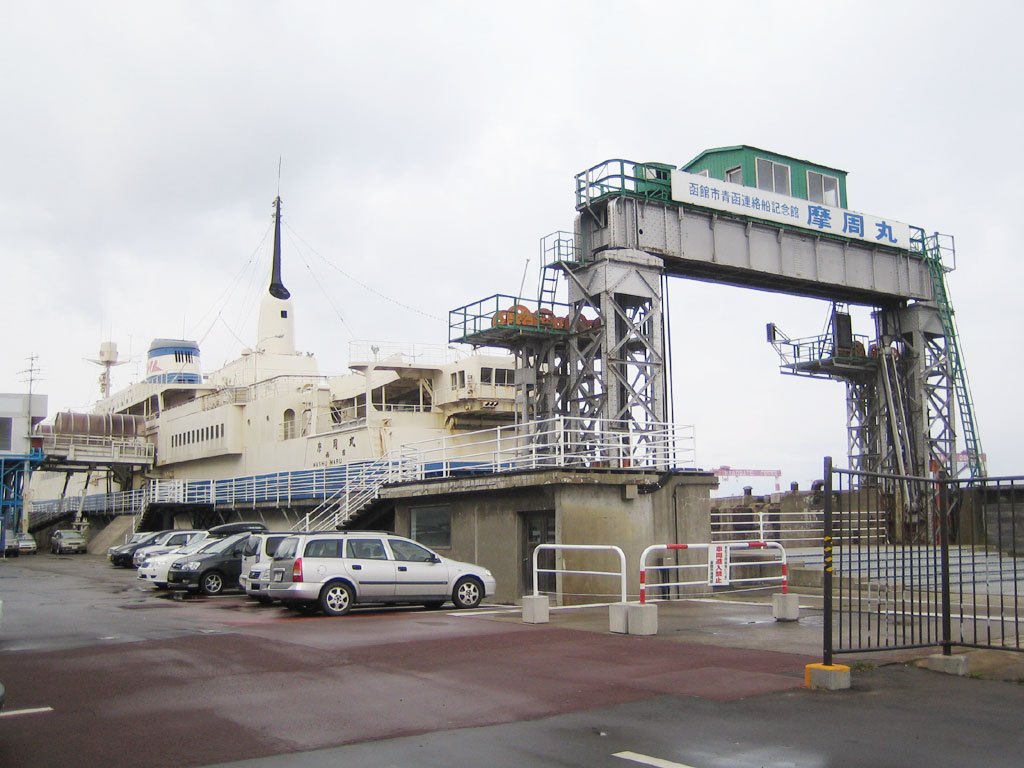
Pont d'embarquement